# Инфракрасная коагуляция

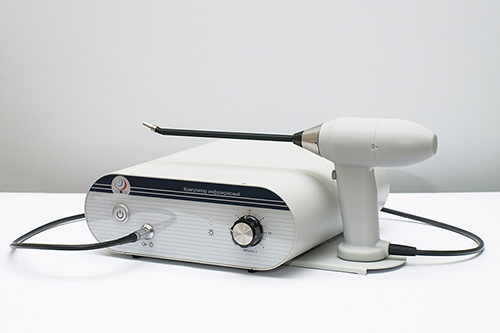
Инфракрасный коагулятор "Юни-тек" (фотокоагулятор), пр-ва РФ

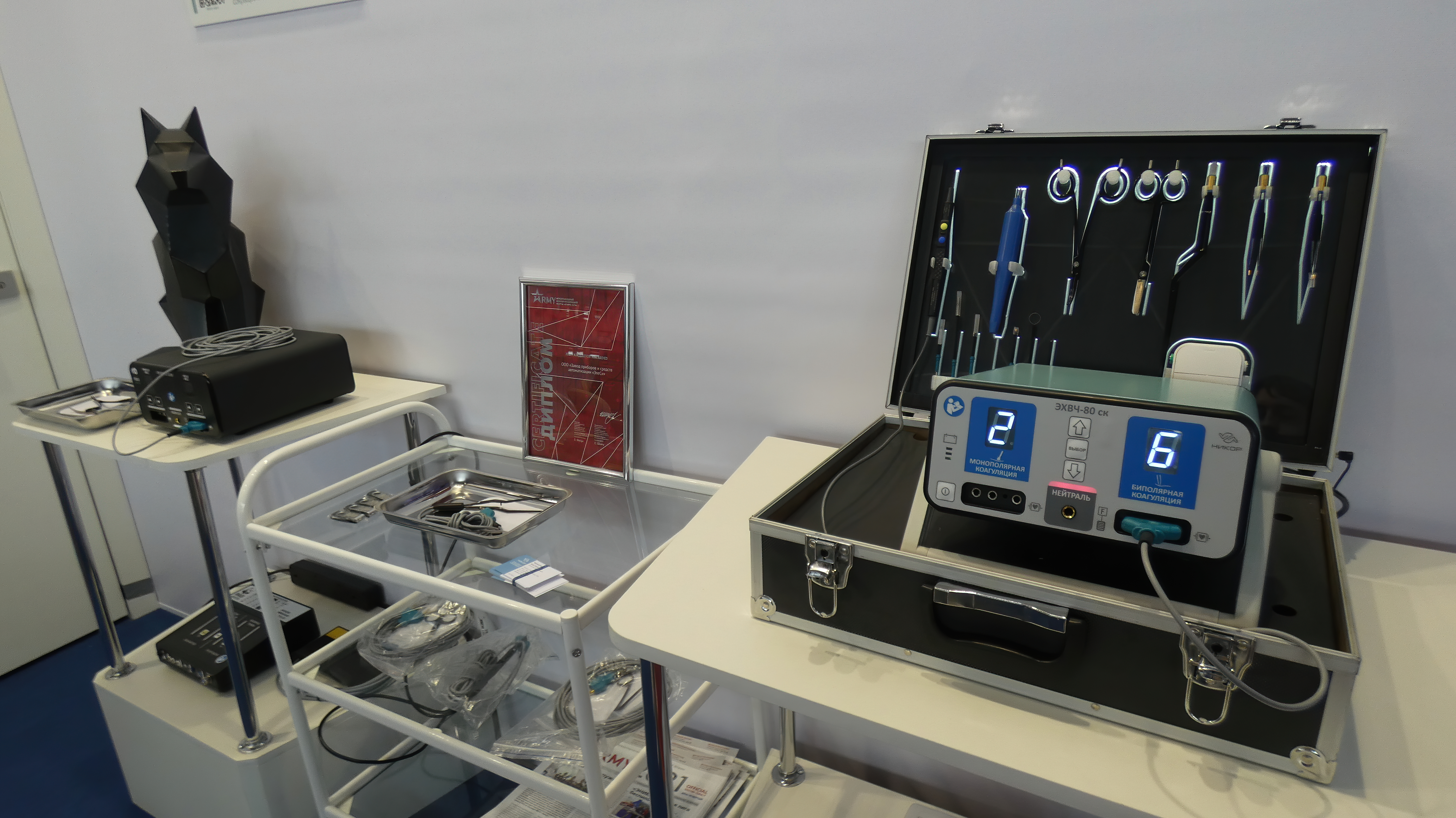
Скальпели-коагуляторы ЭХВЧ-400 и ЭХВЧ-80 производства НИКОР

Инфракрасная коагуляция (ИРК или фотокоагуляция) — это минимально инвазивная процедура, наиболее часто используемая в проктологии для удаления внутренних геморроидальных узлов 1 и 2-й стадии, а также в стоматологии, ЛОР, дерматологии, гинекологии. Для инфракрасной коагуляции применяют инфракрасный коагулятор (фотокоагулятор), состоящий из силового блока, ручного аппликатора и жесткого световода с тефлоновым или сапфировым наконечником.
Принцип работы инфракрасного коагулятора (фотокоагулятора) сильно отличается от работы обычных коагуляторов и скорее похож на работу осветителей. Фотокоагулятор генерирует мощный пучок инфракрасных лучей высокой температуры, фокусирующихся на проксимальной части световода. Тепловая энергия вызывает коагуляцию тканей, а впоследствии - их рубцевание. При использовании в проктологии для лечения геморроя, получившиеся в ходе коагуляции рубцы у ножки узла препятствуют поступлению крови в геморроидальный узел, из-за чего он истощается и отпадает.

## Исторические факты
Методику инфракрасной фотокоагуляции геморроидальных узлов предложил А. Нейгер в 1978 г.

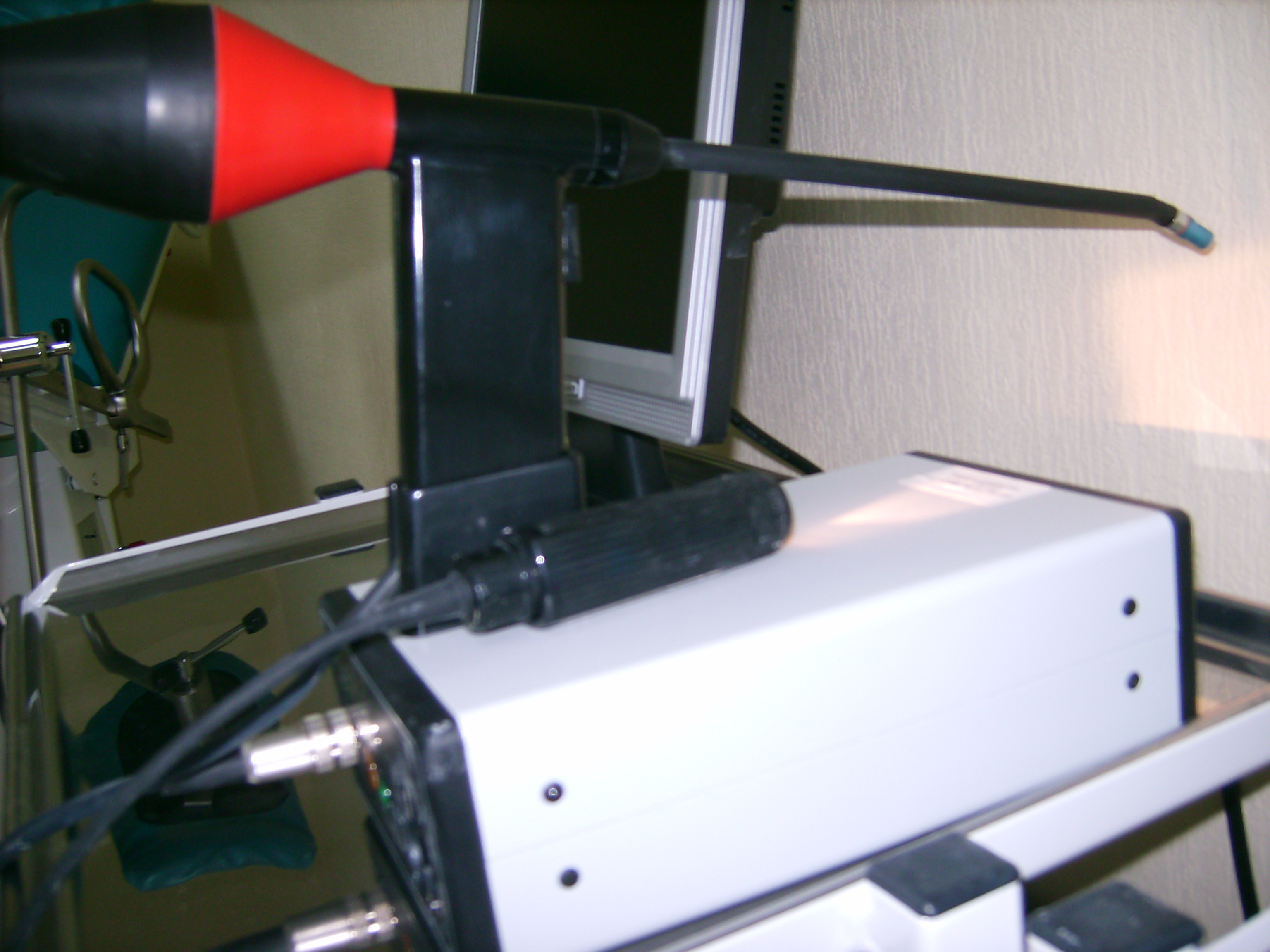
Аппарат для инфракрасного коагулирования Lumatec

В 1981 году А. Лестер обнаружил, что ИРК является более безопасным и менее болезненным методом, его основное преимущество заключалось в отсутствии высокочастотных электромагнитных помех, которые могут повлиять на имплантированные устройства, например, кардиостимулятор.
В 1992 году Д. Йохансон после множества исследований опубликовал метаанализ, также  доказывающий, что ИРК остаётся лучшей неоперативной терапией, по сравнению с остальными методами лечения геморроя на ранних стадиях.

## Инфракрасный коагулятор
На сегодняшний день в России единственным Инфракрасным коагулятором с действующим регистрационным удостоверением является российский инфракрасный коагулятор «Юни-тек», производства ООО «НПК «Юни-тек».
Ранее для инфракрасной коагуляции использовали также аппараты немецкого производства, выпускавшихся под брендом Lumatec и американского пр-ва – Redfeild. На сегодняшний день ни те, ни другие в РФ не поставляются.

## Области применения инфракрасного коагулятора

#### Проктология
Инфракрасную коагуляцию в проктологии применяют для лечения внутреннего геморроя I, II стадии, а также для кровоточащего геморроя, для удаления папиллом, остроконечных кондилом анального канала и перианальной области, лечения анальных трещин, для остановки кровотечений различного происхождения (например, после удаления сосковой гипертрофии, полипов прямой кишки или после биопсии слизистой оболочки) и т.д.
Лечение инфракрасной коагуляцией противопоказано при следующих заболеваниях:
- Геморрой III и IV стадии;
- Тромбоз внутренних геморроидальных узлов, в сочетании с парапроктитом и с анальной трещиной;
-Воспалительные заболевания аноректальной области.
Принято производить один сеанс инфракрасной коагуляции для одного узла. Интервал между сеансами должен составлять 14 дней. Процедура аналогичная инфракрасной коагуляции-это прижигание слизистой оболочки лазером или электрическим коагулятором. После процедуры у пациента могут возникнуть ощущение тяжести в животе, позывы к дефекации.Через 7-10 дней может наблюдаться небольшое кровотечение, связанное с отхождением геморроидального узла. Аналогичные симптомы возможны при латексном лигировании геморроидальных узлов.

#### Гинекология
ИРК показана для лечения доброкачественных образований и болезней шейки матки в случае экссудативной эктопии, зоны васкуляризационного обмена, остроконечной кондиломы, хронического воспаления шейки матки, дисплазии 1-2 степени, эрозии, и т.д.

#### Стоматология
Инфракрасную коагуляцию применяют для остановки кровотечений после удаления зубов.

#### Отоларингология
Осуществление гемостаза после тонзиллэктоми́и, аденоидов, а также в случаях эндоскопического лечения кровотечений гортани и носа.

#### Хирургия
Для остановки кровотечений в почках, печени, селезенке, и кровотечений в не подлежащих удалению злокачественных опухолях и т. д.

#### Дерматология
Для лечения гемангиом, родимых пятен, удаления бородавок, фурункулов, татуировок и т.д.

## Преимущества метода инфракрасной коагуляции
Данный метод нашёл широкое применение в малоинвазивной хирургии, основными его преимуществами являются:
- Возможность амбулаторного выполнения процедуры;
- Точно настраиваемая глубина некроза тканей;
- Возможность лечения беременных и пациентов, которым противопоказано хирургическое вмешательство;
- Возможность лечения пациентов с кардиостимуляторами;
- Низкие затраты на обслуживание аппарата для ЛПУ;
- Минимальное количество болевых ощущений при лечении геморроя I и II степени тяжести;
- Нулевой риск взрыва кишечных газов (проктология);
- Короткий период восстановление пациента;
- Быстрое проведение процедуры;
- Минимальное количество послеоперационных осложнений;
- Высокий коэффициент эффективности.

## Недостатки метода инфракрасной коагуляции и побочные действия
Наряду с преимуществами малоинвазивного метода хирургического лечения, для ИРК присущи и недостатки:
- Возможен рецидив (проктология);
- Не используется при поздних стадиях болезни (III-IV стадии геморроя в проктологии).

Побочные действия.
После инфракрасной коагуляции могут возникнуть такие осложнения как:
- Болевой синдром;
- Некроз слизистой оболочки;
- Кровотечение;
- Тромбоз узла(проктология).